# Донегал Тауншип (округ Батлер, Пенсільванія)
Донегал Тауншип (англ. Donegal Township) — селище (англ. township) в США, в окрузі Батлер штату Пенсільванія. Населення — 1823 особи (2020).

## Демографія
Згідно з переписом 2010 року, у селищі мешкали 1864 особи в 676 домогосподарствах у складі 499 родин. Було 727 помешкань
Расовий склад населення:
| - 98,9 % — білих - 0,5 % — чорних або афроамериканців - 0,1 % — вихідців з тихоокеанських островів - 0,1 % — корінних американців - 0,1 % — азіатів |

До двох чи більше рас належало 0,4 %. Частка іспаномовних становила 0,4 % від усіх жителів.
За віковим діапазоном населення розподілялося таким чином: 22,0 % — особи молодші 18 років, 60,2 % — особи у віці 18—64 років, 17,8 % — особи у віці 65 років та старші. Медіана віку мешканця становила 43,7 року. На 100 осіб жіночої статі у селищі припадало 96,4 чоловіків;  на 100 жінок у віці від 18 років та старших — 97,3 чоловіків також старших 18 років.
Середній дохід на одне домашнє господарство  становив 67 248 доларів США (медіана — 58 047), а середній дохід на одну сім'ю — 74 441 долар (медіана — 70 144). Медіана доходів становила 51 429 доларів для чоловіків та 35 398 доларів для жінок. За межею бідності перебувало 9,8 % осіб, у тому числі 19,4 % дітей у віці до 18 років та 5,1 % осіб у віці 65 років та старших.
Цивільне працевлаштоване населення становило 942 особи. Основні галузі зайнятості: виробництво — 21,1 %, освіта, охорона здоров'я та соціальна допомога — 18,7 %, роздрібна торгівля — 12,3 %, транспорт — 6,9 %.